# Neotheronia schoenachii
Neotheronia schoenachii là một loài tò vò trong họ Ichneumonidae.